# Forstamt

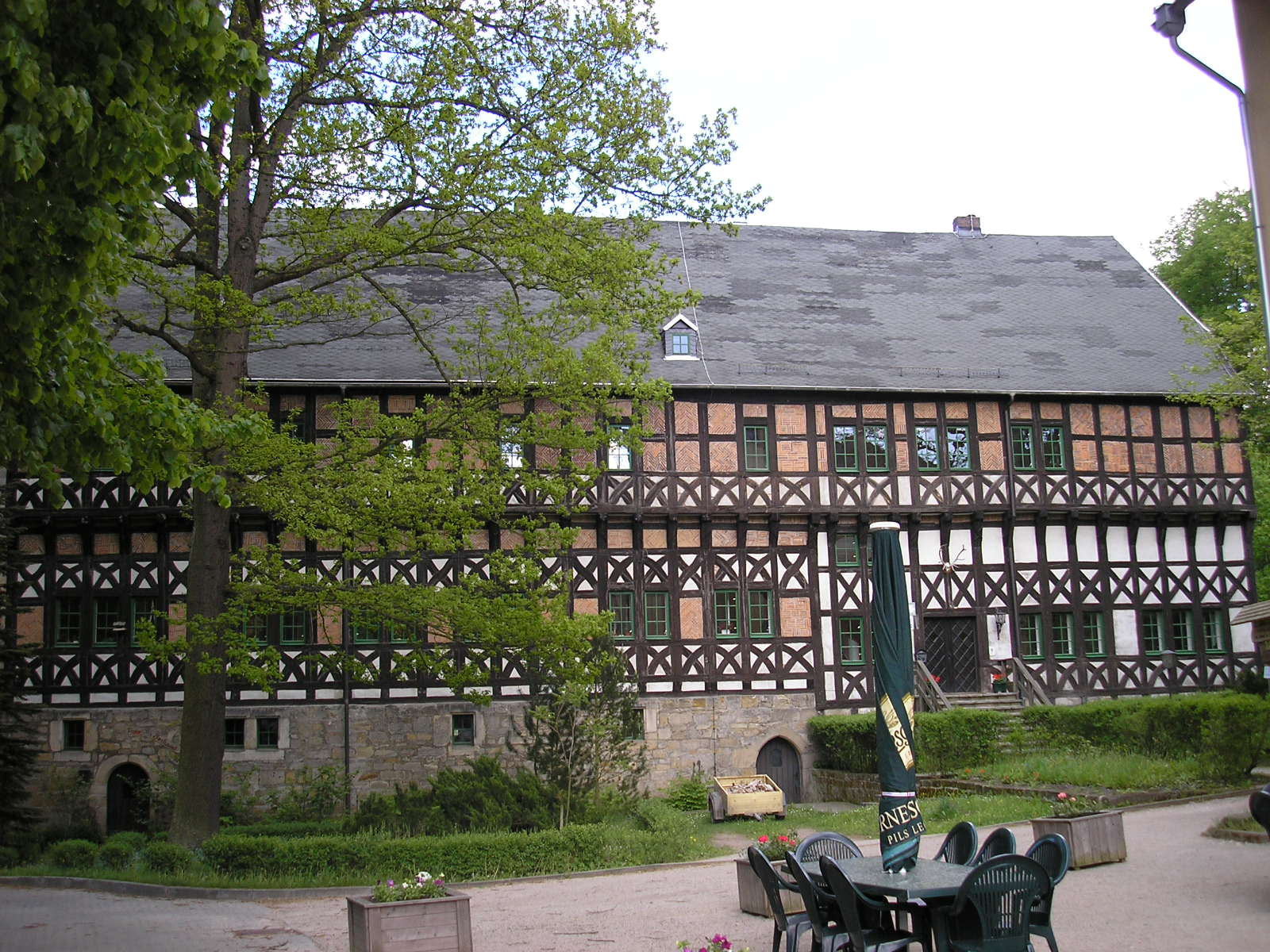
Thüringisches Forstamt Paulinzella

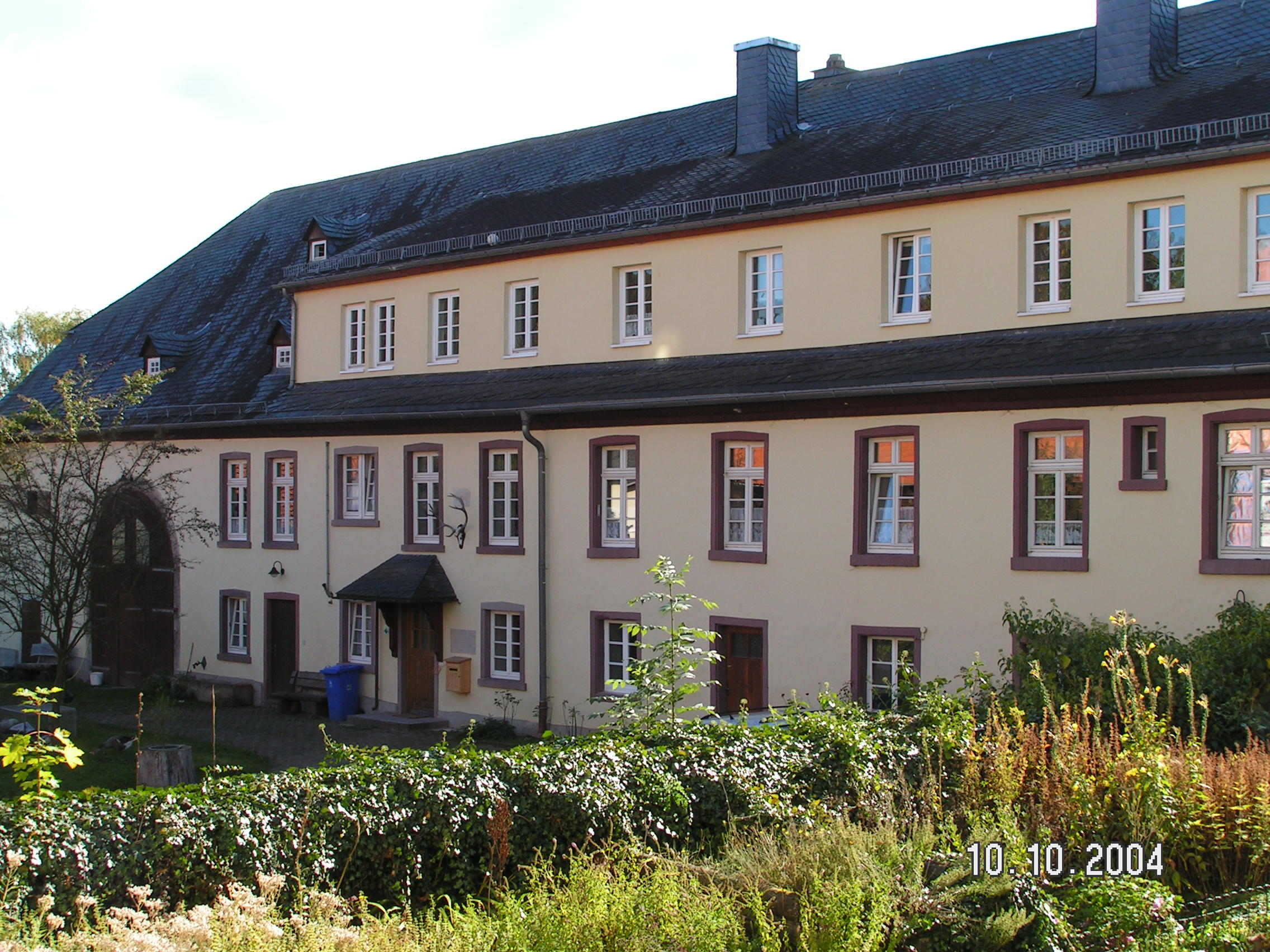
Hessisches Forstamt Vöhl

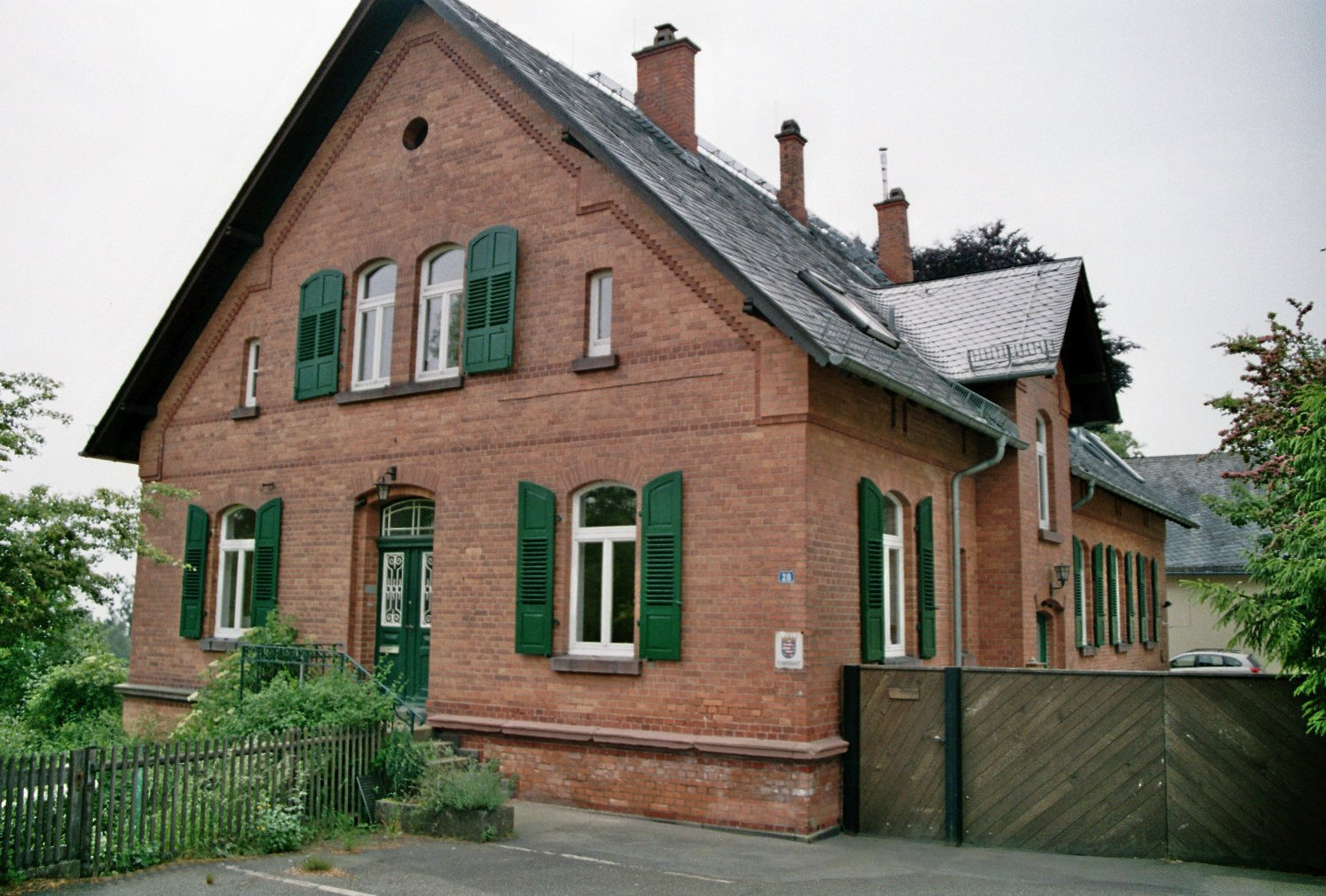
Das Wiesbadener Forstamt Chausseehaus

Das Forstamt ist eine Forstbehörde oder eine Verwaltungseinheit, die für die Betreuung bestimmter Waldflächen zuständig ist. Durch Privatisierungsmaßnahmen sind heute viele Forstämter zu Forstverwaltungen geworden, somit als Wirtschaftsbetrieb ausgelagerte, ehemalige Behörden.

## Aufgaben
Hauptaufgaben der Forstämter sind die Verwaltung des Grundeigentums sowie die Bewirtschaftung des Waldes unter betriebswirtschaftlichen Gesichtspunkten. Hierzu gehören die Produktion, Ernte und Vermarktung von Holz und Nebenprodukten sowie von Wildbret und auf gleicher Fläche die Sicherstellung der besonderen Schutz- und Erholungsfunktionen des Waldes. Unter entsprechenden Eigentumsverhältnissen untersteht den Forstämtern das Jagdausübungsrecht.
In einigen deutschen Bundesländern wird die Betreuung des Privatwaldes von den staatlichen Forstämtern mit übernommen. Dieses geschieht in so genannten Einheitsforstämtern.

## Benennungen
Die Bezeichnung eines Forstamtes kann je nach Staat, Region und Besitzart variieren. Allgemeiner spricht man auch von Forstverwaltung, wozu auch die vergleichbaren Institutionen des Groß-Privatwalds gehören.
- Forstämter in der Bundesrepublik Deutschland sind Bundesforstämter, Landesforstämter, kommunale Forstämter, Privatforstämter oder Betreuungsforstämter. Sie sind meist in Revierförstereien, auch Betriebsbezirke genannt, aufgeteilt.
- In Sachsen-Anhalt ist die amtliche Bezeichnung Betreuungsforstamt für den Privat- und Körperschaftswald, im Landeswald sind es Forstbetriebe.
- In Schleswig-Holstein ist die amtliche Bezeichnung Försterei. Die Betriebsbezirke umfassen meist die Gemarkungen einzelner Dörfer oder Städte und Stadtteile oder die mehrerer Dörfer in einem „Verbund“. In Thüringen wird das gesamte Landesgebiet gemäß § 59 Landeswaldgesetz durch die oberste Forstbehörde in staatliche Forstamtsbezirke und diese in Forstbetriebsbezirke (Forstreviere) eingeteilt.[2] In einigen Regionen steht den kommunalen Forstämtern auf Ebene jedes Regierungsbezirks die Forstdirektion vor. Manche der deutschen Bundesländer haben zudem auf Landesebene eine Forstanstalt.
- In Österreich heißen die ehemaligen Forstämter Bezirksforstinspektion (BFI), denen auf der Ebene jedes Bundeslandes eine Landesforstdirektion vorsteht. Forstanstalten sind hingegen Lehr- und Forschungseinrichtungen.
- In den meisten Teilen der Schweiz sind es in den Gemeinden die so genannten Kreisforstämter. Ihnen ist ein Kantonsforstamt übergestellt.

## Preußen
In Preußen war die Bezeichnung Oberförsterei geläufig. In der preußischen Zeit nach 1815 (Wiener Kongress) wurde die Forstverwaltung neu organisiert. Die Kommunen konnten sich einer benachbarten Königlichen Oberförsterei anschließen oder eigene Communal-Oberförstereien bilden. Bis heute in fast der gleichen Zusammensetzung dieser Organisationsstruktur besteht nur das Gemeinde-Forstamt Willebadessen, ein kommunales Forstamt.
Die Forstamtsleiter hießen früher auch Oberförster oder Forstmeister. Letzteres ist nicht mit der heutigen Bezeichnung Forstwirtschaftsmeister zu verwechseln.

## Deutschland

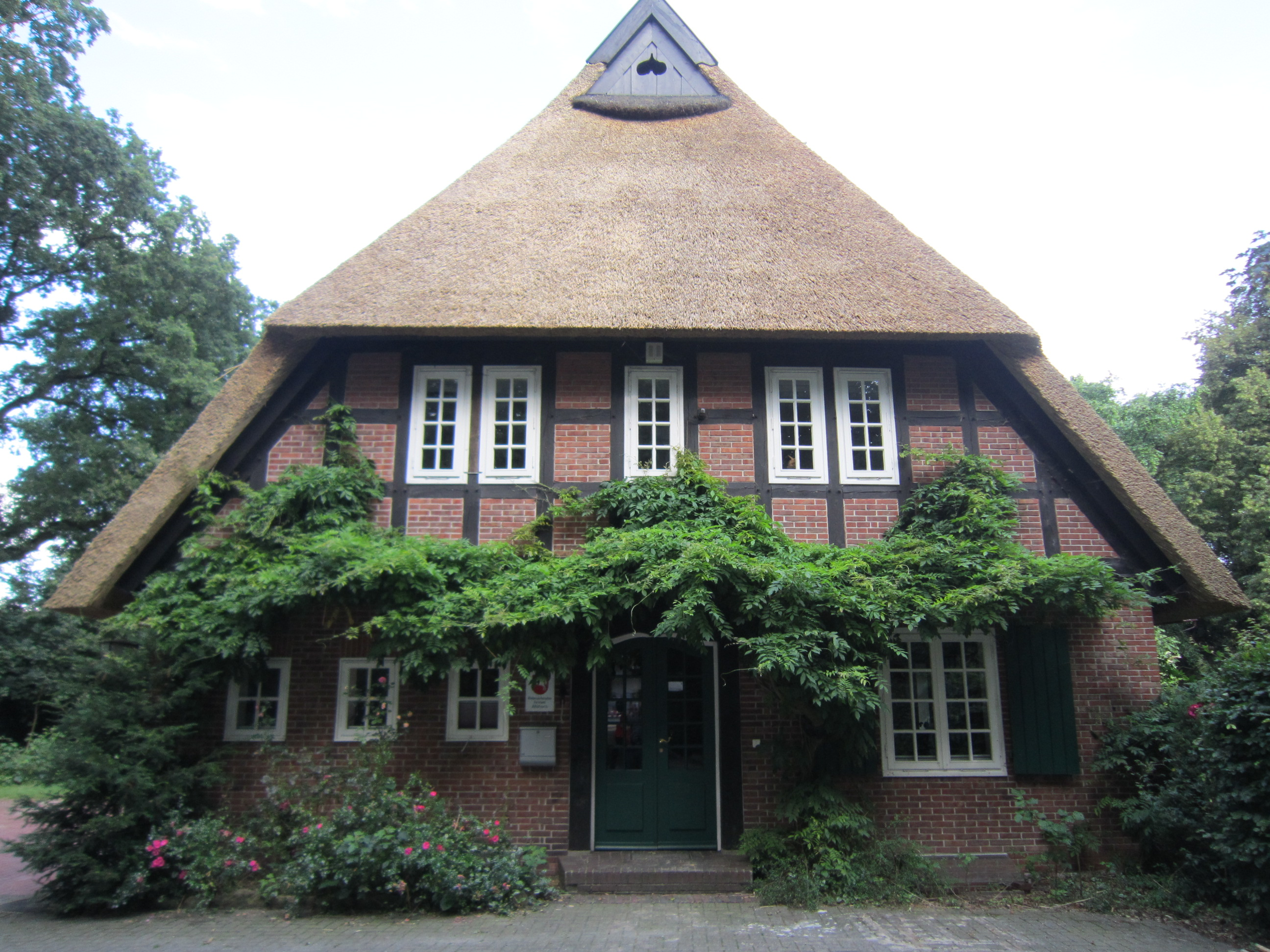
Niedersächsisches Forstamt Ahlhorn

Die überwiegende Anzahl der Forstämter in Deutschland sind Behörden der Landesforstverwaltungen und in erster Linie für den Landeswald, auch Staatswald genannt, zuständig. Als Betreuungsforstämter übernehmen sie häufig auch die Bewirtschaftung von Körperschafts- und Privatwäldern.
Bundesforstämter bewirtschaften Wälder, die im Besitz der Bundesrepublik Deutschland sind. Hierbei handelt es sich häufig um Truppenübungsplätze oder andere militärische Liegenschaften.

### Formen
Zahlreiche deutsche Kommunen haben ebenfalls Waldbesitz und verfügen über Kommunalforstämter.
In verschiedenen deutschen Bundesländern gibt es Forstämter der Landwirtschaftskammern. Diese sind für die Beratung und Betreuung des Privatwaldes überwiegend landwirtschaftlicher Betriebe zuständig – sofern diese Pflichtaufgabe der Landwirtschaftskammern nicht durch die nach Bundeswaldgesetz favorisierte, unmittelbar waldbäuerliche Selbstverwaltung in Form von Forstbetriebsgemeinschaften wahrgenommen wird. Nur wenige Waldbesitzer haben ausreichend Wald, um sich ein Privatforstamt leisten zu können. Eine Besonderheit sind die Klosterforstämter der Klosterkammer Hannover in Niedersachsen.

## Österreich

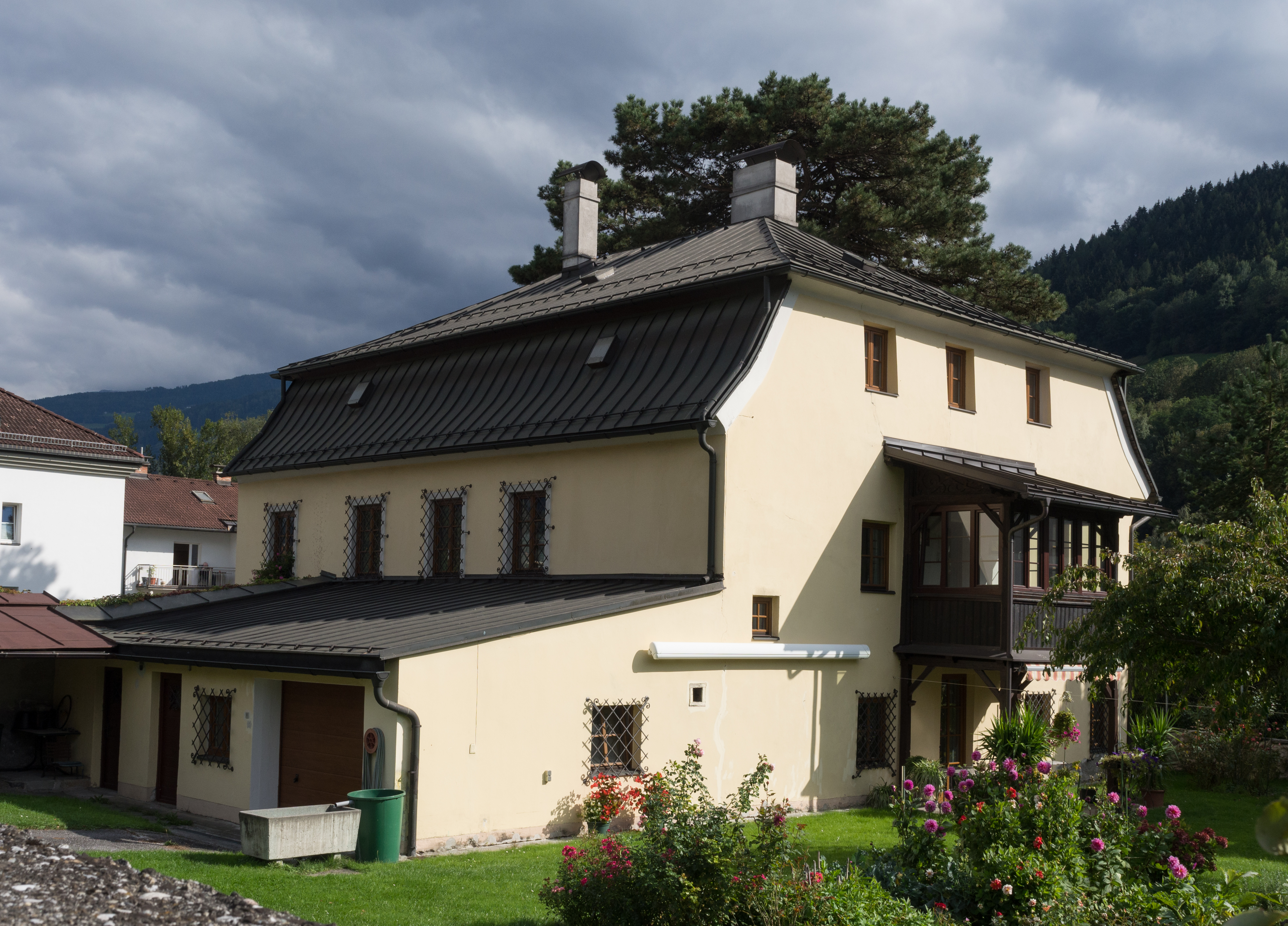
Ehemalige Bezirksforstinspektion Münzergasse 14 in Tirol

In Österreich wurde der Waldbesitz der Republik aus der öffentlichen Verwaltung ausgegliedert und in die Österreichische Bundesforste AG ausgelagert, wodurch alle Forstämter zu Betriebsstätten geworden sind. Die Bezeichnung „Forstamt“ bezieht sich so als Namensteil auf die Firmenbezeichnung forstlicher Betriebe. Im Kontext der Stadtverwaltung geht es um eine Magistratsabteilung (zum Beispiel, Forstamt und Landwirtschaftsbetrieb der Stadt Wien). In Österreich stehen 15 forstliche Betriebe als regionale Ansprechpartner für Jagd, Fischerei, Immobilien und Dienstleistungen zur Verfügung. Das Unternehmen ist in zwölf Forstbetriebe, zwei Nationalpark-Betriebe (Kalkalpen und Donau-Auen) sowie einen Forsttechnik-Betrieb unterteilt. Jeder Forstbetrieb ist in Forstreviere gegliedert. Das Forstrevier wird von einem Revierleiter geleitet. Die Generaldirektion befand sich in Wien, nunmehr befindet sich die Unternehmensleitung in Purkersdorf.
Österreich hat auch einen in Europa einzigartig hohen Anteil an Privatwald ehemaligen, adeligen Großgrundbesitzes, ebenso wie kirchlichen Wald von Klöstern, die ebenfalls eigene Betriebe als Forstverwaltungen haben.

## Litauen

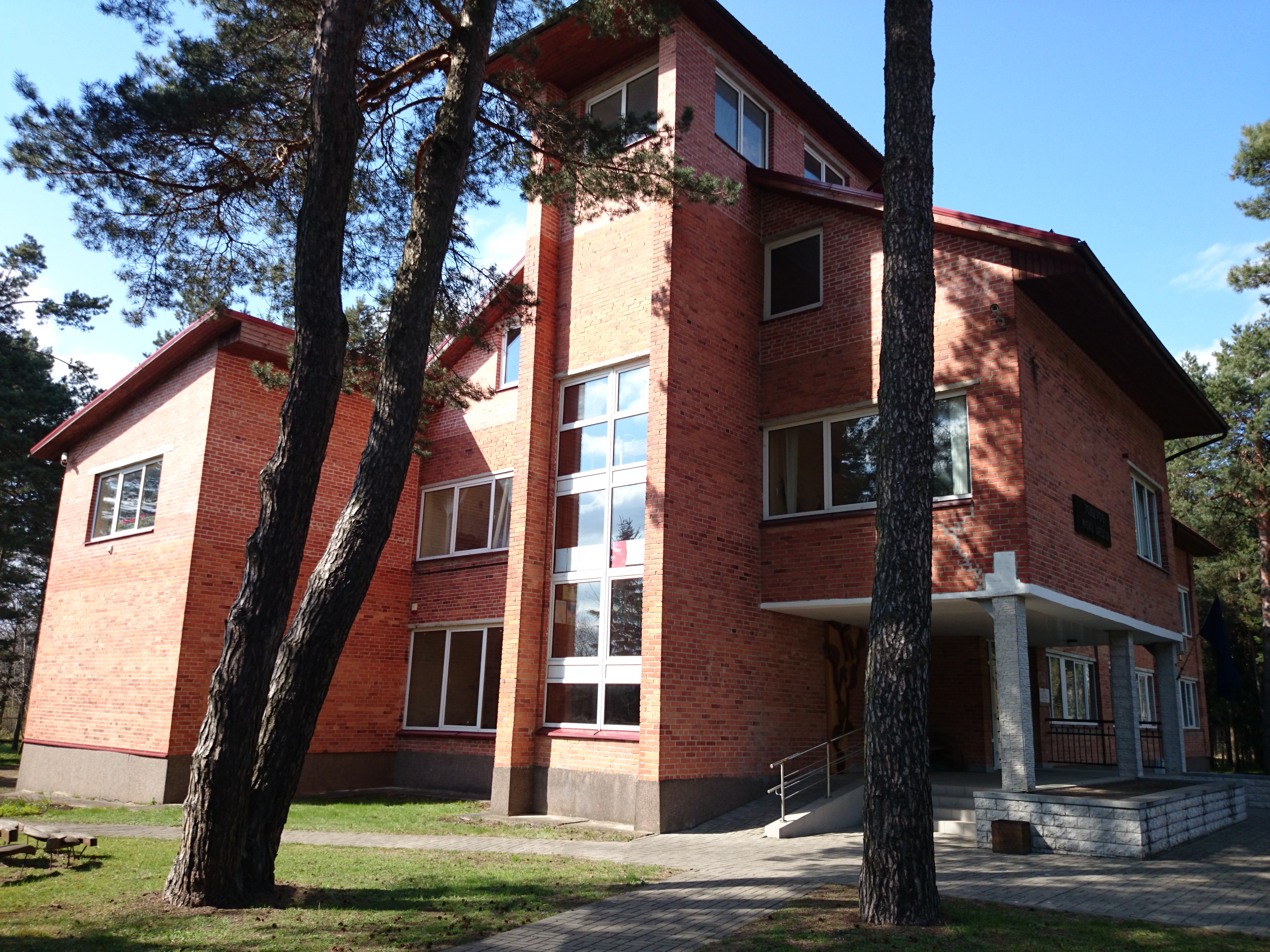
Oberförsterei in Jonava, Litauen

Die Oberförsterei (lit. miškų urėdija) ist in Litauen ein Staatsunternehmen, zuständig für die Forstverwaltung und den Waldschutz. Es wird von einem Oberförster (lit. miškų urėdas) geleitet. In Litauen gibt es 42 Oberförstereien. Sie unterstehen dem Generalforstamt am Umweltministerium Litauens. Der Generalforstmeister (generalinis miškų urėdas) ist oberster Forstbeamter in der Forstwirtschaft Litauens.
Die litauischen Oberförstereien verwalten 1,060 Millionen Hektar Staatswald (2014). Die durchschnittliche Oberförstereigröße beträgt 25.200 Hektar. Die größten sind in Švenčionėliai (43.000 ha), Panevėžys (40.000 ha), Ukmergė (37.300 ha), Kretinga (35.400 ha), Telšiai (35.100 ha) und Šilutė (34.300 ha), die kleinsten in Dubrava, Kupiškis und Zarasai (die Größe der verwalteten Staatswälder beträgt unter 15.000 ha).
Die Oberförstereien in Litauen sind in Förstereien (girininkija) aufgeteilt. 2013 betrug die durchschnittliche Förstereigröße 3.045 Hektar (3.300 Hektar im Jahr 2004). In den litauischen Oberförstereien gibt es 4.200 Mitarbeiter. 2015 versuchte Seimas die Zahl der Oberförstereien im Gesetz zu verankern. Erst ein Veto der Präsidentin Dalia Grybauskaitė verhinderte das Inkrafttreten des neuen litauischen Forstgesetzes.